# 納富寿童
初代納富 寿童（のうとみ じゅどう、1895年（明治28年）10月20日 - 1976年（昭和51年）2月24日）は、日本の尺八演奏家、作曲家。流派は琴古流荒木派。本名は納富安治（のうとみ やすじ）。後に芸名を納富寿翁（のうとみ じゅおう）に改名。

## 経歴
1895年10月20日、佐賀県三養基郡土井内（当時南茂安村、後に三根町、現みやき町）で納富孫三郎の次男として生まれる。海軍中将・松永貞市（旧姓・納富）とその妻・イツヨとは親戚。イツヨは女学校生時代に中学生の寿童と叔母の家で一緒に過ごし、寿童について「尺八は中学生のころから吹いていました。上手か下手かはわかりませんでしたが、割合におとなしいほうで、私にも親切にしてくれました。」と語っている。
佐賀中学校を卒業後、1915年に上京し、3代目荒木古童の門下になる。1916年、寿童を名乗る。1918年、一門独立。師匠・荒木古童を主宰者に童窓会の結成に参加し幹事に就く。1931年、寿会を主宰し、日本三曲協会理事に就任。1935年、師匠・荒木古童が没し、事実上荒木派の総帥として尺八の普及に努める。1967年、重要無形文化財保持者（人間国宝）に認定される。1973年、実の長男（1929年生まれ）に寿童の名を譲り、自らは寿翁を名乗った。